# Kreise Albaniens
Die 36 Kreise Albaniens sind ehemalige Verwaltungseinheiten. Die albanische Bezeichnung für Kreis lautet Rreth/i (Plural Rrethe). Zwei bis vier Kreise bildeten jeweils einen Qark. Die Kreise waren wiederum in Gemeinden (bashkia) unterteilt.
Sämtliche lokale Verwaltungsaufgaben werden heute von den 61 Gemeinden oder auf übergeordneter Stufe durch die Qark-Behörden erledigt. Die Qarqe verfügen zum Teil über lokale Ämter in den einzelnen Kreisen.

## Geschichte
Obwohl die Kreise im Jahr 2000 ihrer Regierungs- und Verwaltungsaufgaben entbunden wurden, waren sie bis Sommer 2014 noch immer im Gesetz als territoriale Einheit vorgesehen und im albanischen Alltag auch noch allgegenwärtig. Denn die Kreise entsprechen im Gegensatz zu den übergeordneten Qarqe den traditionellen Regionen (zum Beispiel Mirdita, Dibra, Mat, Has, Tropoja, Kolonja, Skrapar) respektive den Städten mit ihrem angestammten Einzugsgebiet (zum Beispiel Tirana, Elbasan, Librazhd, Gramsh, Gjirokastra). Auch die Kfz-Kennzeichen, statistische Gliederungen und die ISO 3166-2-Codes für Albanien waren noch lange nach Kreisen unterteilt.
Die Verwaltungsgliederung Albaniens änderte im Lauf der Zeit immer wieder. Zwischendurch gab es Präfekturen und Unterpräfekturen und auch immer wieder Kreise in unterschiedlicher Anzahl. 1992 wurde die Gliederung von 26 auf 36 Kreise erhöht.

## Liste der 36 Kreise ab 1992
| (In Klammern der Qark, zu dem der Kreis gehört) | (In Klammern der Qark, zu dem der Kreis gehört) | Stadtgliederung von Albanien |
| 1. Berat (Qark Berat) 2. Bulqiza (Qark Dibra) 3. Delvina (Qark Vlora) 4. Devoll (Qark Korça) 5. Dibra (Qark Dibra) 6. Durrës (Qark Durrës) 7. Elbasan (Qark Elbasan) 8. Fier (Qark Fier) 9. Gjirokastra (Qark Gjirokastra) 10. Gramsh (Qark Elbasan) 11. Has (Qark Kukës) 12. Kavaja (Qark Tirana) 13. Kolonja (Qark Korça) 14. Korça (Qark Korça) 15. Kruja (Qark Durrës) 16. Kuçova (Qark Berat) 17. Kukës (Qark Kukës) 18. Kurbin (Qark Lezha) | 1. Lezha (Qark Lezha) 2. Librazhd (Qark Elbasan) 3. Lushnja (Qark Fier) 4. Malësia e Madhe (Qark Shkodra) 5. Mallakastra (Qark Fier) 6. Mat (Qark Dibra) 7. Mirdita (Qark Lezha) 8. Peqin (Qark Elbasan) 9. Përmet (Qark Gjirokastra) 10. Pogradec (Qark Korça) 11. Puka (Qark Shkodra) 12. Saranda (Qark Vlora) 13. Shkodra (Qark Shkodra) 14. Skrapar (Qark Berat) 15. Tepelena (Qark Gjirokastra) 16. Tirana (Qark Tirana) 17. Tropoja (Qark Kukës) 18. Vlora (Qark Vlora) | Stadtgliederung von Albanien |